# Laguna del Encañado
Laguna del Encañado es una pequeña laguna ubicada en la comuna de San José de Maipo, Provincia de Cordillera, Región Metropolitana, Chile. 

## Ubicación y descripción
Se encuentra cercana a la laguna Negra y el embalse El Yeso.  Se forma a partir de las aguas provenientes deshielos y desagua hacia el estero Manzanito, triburario del río Yeso.

## Historia
Luis Risopatrón la describe en su Diccionario Jeográfico de Chile (1924):: 314 
Encañado (Laguna del). De 60 hectáreas de superficie, se ha formado en un terreno de rocas graníticas i desagua por medio del estero del Manzanito, en el río Yeso, del Maipo; recibe el estero del mismo nombre i el desague de la laguna Negra.

## Población, economía y ecología

### Acceso
Para poder acceder a la laguna, se debe utilizar el camino desde Puente Alto a la ciudad de San José de Maipo. Al adentrarse, se llega a la localidad de San Gabriel en el km 47 de la vía. Para acceder a la laguna, se debe utilizar el camino desde Puente Alto a la ciudad de San José de Maipo. Al adentrarse, se llega a la localidad de San Gabriel en el kilómetro 47 de la vía. Desde Santiago, debe tomarse la ruta G-25 al Cajón del Maipo. Desde el cruce de las Vizcachas, son 47 km pavimentados en buen estado hasta el control de carabineros de San Gabriel. Luego, son 1,1 km de pavimento hasta la confluencia del río Yeso con el Maipo. Inmediatamente después del puente el Yeso comienza el ripio, en una cuesta que remonta el cauce del río Yeso. 1,1 kilómetros más adelante (2,2 km desde carabineros de San Gabriel) se encuentra Romeral. En este punto se debe girar a la derecha y continuar por la ruta G-455. Son cerca de 18 km de ripio en regular estado hasta la presa del embalse el Yeso, que es lo máximo que se puede avanzar en auto. Este punto está a 2520 m s. n. m., por lo que entre mayo y octubre normalmente no es posible alcanzarlo en auto. Una vez en el extremo sureste de la presa (junto al camino vehicular), ésta debe cruzarse y luego continuar por el camino que bordea el embalse. Tras cerca de 900 m, será posible apreciar que el terreno que nos separa de Laguna Negra sube con más gradualidad. En este punto se debe girar hacia el oeste y comenzar a subir. A medida que se gana altura, será posible apreciar el Embalse El Yeso en toda su magnitud. Siempre hacia el oeste, será necesario subir hasta casi 2800 m s. n. m. antes de enfilar hacia el noroeste. Tras avanzar algunos minutos desde el punto más alto, la Laguna Negra será visible. Desde este punto el trayecto resulta aún más sencillo de seguir, pues basta con apuntar hacia la laguna, en un permanente descenso. En las cercanías de la laguna el descenso se vuelve más pronunciado. La playa, el destino final propuesto, aparece por primera vez. 
Una vez en la Laguna Negra, caminamos bordeando la orilla alrededor de 15 minutos y llegaremos al mirador, que nos permite vislumbrar en todo su esplendor la Laguna del Encañado con su paisaje casi jurásico. Para llegar a la laguna, debemos descender unos 100 metros en una pendiente bastante aguda y escarpada.
En resumen, desde el borde de la presa El Yeso, la caminata no debiera tomar más de dos horas y media hasta la laguna si el terreno se encuentra despejado. Considerar un tiempo ligeramente inferior de vuelta. Con nieve, sin embargo, la caminata puede tomar bastante más. Dado que además es posible sea necesario comenzar la caminata desde más atrás de la presa, es posible que el senderismo acabe tomando el día completo.
Ha de tenerse presente que el sector se encuentra cerrado por la empresa sanitaria Aguas Andinas por lo cual el acceso está restringido, debido principalmente al hecho que las aguas para el consumo humano en la ciudad de Santiago y alrededores son obtenidas precisamente desde el Embalse el Yeso, la Laguna del Encañado, y la Laguna Negra. Por la esta misma razón se encarece el cuidado por parte de los visitantes sobre todo en relación con el retiro de la basura que produzcan.